# Grand chocol8
Grand chocol8（グランド・チョコレイト）は、日本のロックバンドである。通称ちょこはち。前進バンドであるchocol8 syndromeのメンバー三名により、現名義にて活動。

## 来歴
2021年12月27日をもって活動終了したchocol8 syndromeが、2022年4月21日に再始動。
前身バンドでコンポーザー兼キーボードのケンコモブチの脱退によってバンドイメージの継続が困難となり、ヴォーカル、ベース、ドラムの三名が新たにバンド名を変えて再始動する運びとなった。

## メンバー

### しゃおん（ボーカル）
Grand chocol8 (@Xxsya_chocol8) - X（旧Twitter）

### ノモトクン（ベース）
Grand chocol8 (@nomoto_mela) - X（旧Twitter）

### 奏（キーボード）
Grand chocol8 (@chocol8_kanade) - X（旧Twitter）

## ディスコグラフィー

### demo CD
|     | 発売日        | タイトル           | 収録曲 | 備考  |
| --- | ------------- | ------------------ | ------ | ----- |
| 1st | 2022年7月24日 | 愛と憂鬱           | 全2曲  | [ 2 ] |
| 2nd | 2022年7月24日 | 月と太陽           | 全2曲  |       |
| 3rd | 2023年4月15日 | 行列の出来る喫茶店 | 全2曲  | [ 3 ] |

### EP
|     | 発売日         | タイトル       | 収録曲 | 備考  |
| --- | -------------- | -------------- | ------ | ----- |
| 1st | 2022年11月16日 | 天性のドロドロ | 全3曲  | [ 4 ] |